# 施泰讷贝格
施泰讷贝格是德国莱茵兰-普法尔茨州的一个市镇。总面积2.93平方公里，总人口257人，其中男性129人，女性128人（2011年12月31日），人口密度88人/平方公里。